# Recz
Recz là một thị trấn thuộc huyện Choszczeński, tỉnh Zachodniopomorskie ở tây-bắc Ba Lan. Thị trấn có diện tích 12 km². Đến ngày 1 tháng 1 năm 2011, dân số của thị trấn là 2963 người và mật độ 239 người/km².